# Austrochaperina kosarek
Austrochaperina kosarek és una espècie de granota que viu a Indonèsia.